# Huastvanift
Huastvanift est un texte manichéen écrit dans la langue ouïghoure contenant une prière de repentance. Le texte est important pour comprendre la vie des communautés manichéennes à l'Est et confirme de nombreux concepts trouvés dans d'autres écrits manichéens, chrétiens et musulmans. Le nom Huastvanift vient de l'ouïghour et signifie « confession » ou « repentir ». Ce texte était largement utilisé par les manichéens ouïghours et a été préservé dans de nombreux manuscrits et fragments.
Il est traduit en anglais par Jes Peter Asmussen (en) en 1965.
Cela a eu une influence possible sur les textes bouddhistes de l’époque. 

## Contenu
Le texte comporte 15 parties et une fin. Chaque partie contient une confession d'un péché et un appel au pardon.
1. Le texte s'ouvre sur une bataille cosmogonique entre les forces du bien et du mal. Qormusta Tengri/Ame-no-hoakari, avec ses cinq fils, mena les forces de la lumière contre Ahriman, qui représentait les ténèbres. En raison du mélange de lumière et d'obscurité, les gens ont oublié la différence entre eux et ont commencé à croire que Dieu donne à la fois la vie et la mort ou Qormusta Tengri/Ame-no-hoakari et Ahriman sont frères, ce qui n'est pas vrai. C'est le premier péché confessé dans le texte[4].
2. Le deuxième péché est le manque de respect envers le Soleil et la Lune, également connus sous le nom de « Deux Palais [note 1] de Lumière ». Plus précisément, il se concentre sur les gens qui les considèrent comme de simples parties du monde matériel plutôt que comme des entités divines[5].
3. Le troisième acte répréhensible avoué est de nuire au quintuple dieu. Il existe deux quintuples dieux. Les premiers étant ceux liés au monde matériel et les seconds étant ceux liés à la lumière et à l'esprit. En nuisant aux êtres vivants, à la terre et aux plantes, vous nuisez aux divinités[6].
4. Le quatrième péché consiste à s’opposer aux bouddhas ou aux prophètes, y compris les chefs de l’Église manichéenne. La confession comprend également un péché contre les « élus », qui étaient le clergé qui prononçait des vœux spéciaux. Ce péché consiste à ne pas croire, rejeter, contredire ou retenir leur prédication[7].
5. Le cinquième péché consiste à nuire aux êtres vivants. Ceci est distinct du troisième péché qui consiste à nuire aux dieux en nuisant aux êtres. Il s'agit d'un repentir pour avoir directement blessé des êtres vivants. Il énumère de nombreux préjudices et introduit le concept d’être redevable envers ceux à qui vous faites du mal[7].
6. Le sixième péché comporte une longue liste d’actions humaines négatives, notamment le mensonge, la calomnie et la sorcellerie[8].
7. Le septième péché est de tomber dans le piège des faux enseignements. Cela conduit à adorer des démons qui prétendent être des divinités. Il mentionne spécifiquement le sacrifice d'animaux comme un péché.
8. Le huitième péché est un écart par rapport aux qualités d’un manichéen dévoué. Il énumère des vertus spécifiques et leurs divinités correspondantes : l'amour est le signe du dieu Zervan, la foi est le signe du Soleil et de la Lune, la peur est le signe du quintuple dieu, la sagesse est le signe des Bouddhas[9].
9. Le neuvième péché est la violation des dix commandements que suivaient les auditeurs manichéens réguliers[10].
10. Le dixième péché concerne la prière manichéenne. Mani a demandé à ses disciples de prier Dieu quatre fois par jour. Il couvre deux éléments : oublier de prier, ce qui représente une négligence, et avoir un cœur impur en priant[10].
11. Le onzième péché du texte concerne le fait de ne pas donner correctement à l'Église manichéenne. Il présente une dimension spirituelle à l’expérience interne du don. Les adeptes doivent offrir un « cadeau septuple » pour montrer leur engagement envers leur foi. Huastvanift parle d'anges rassemblant la lumière des dieux, comme Xroshtag et Padvaxtag . Cette lumière doit être utilisée directement dans les pratiques religieuses. Utiliser les dons à mauvais escient, par exemple pour un gain personnel, donner aux mauvaises personnes ou à de mauvaises fins, revient à voler la lumière divine. Cette confession inclut la demande de pardon à Dieu, montrant l'importance de cet acte dans les croyances manichéennes[10].
12. Le douzième péché survient lorsqu'un manichéen rompt le jeûne appelé vusanti. Ces jeûnes durent 50 jours chaque année et étaient obligatoires pour les auditeurs manichéens. Cependant, il reconnaît qu'il existe des raisons valables de rompre le jeûne, comme la nécessité d'entretenir ses biens ou ses besoins personnels[11].
13. Le treizième péché consiste à ne pas participer à la confession manichéenne qui se tient chaque lundi dans la communauté[12].
14. Le quatorzième péché concernait le fait que les manichéens ne participaient pas à la célébration des fêtes « Yimki » en l'honneur des sept chefs de l'église manichéenne, ainsi qu'à la principale fête manichéenne appelée « čaydanta » ou « Bema » en grec[12].
15. Le quinzième péché consistait à commettre des actions, des paroles ou des pensées qui plaisaient aux démons. Ces actes pécheurs ont fait couler la « lumière » des enseignements manichéens du croyant vers les mauvais esprits. La confession était nécessaire pour ce péché[13].

Lignes 143 à 160 contiennent une courte liste de péchés et une demande de pardon.

## Voir également
- Céphalée